# Porcellio mahadidi
Porcellio mahadidi là một loài chân đều trong họ Porcellionidae. Loài này được Caruso & Di Maio miêu tả khoa học năm 1990.